# International Accreditation Forum
L'International Accreditation Forum (o IAF) è l'associazione mondiale che raggruppa gli organismi che svolgono l'accreditamento della valutazione di conformità e altri organismi interessati alla valutazione di conformità per quanto riguarda sistemi di gestione, prodotti, servizi, risorse umane e altri ambiti similari, escludendo la valutazione di conformità per laboratori e attività di ispezione, che sono invece di competenza dell'International Laboratory Accreditation Cooperation (ILAC).
Assieme all'ILAC, promuove ogni anno la Giornata Mondiale dell'Accreditamento, che è celebrata il 9 giugno. Coopera inoltre con lo United Nations Industrial Development Organisation (UNIDO) per fornire assistenza agli organismi di accreditamento emergenti.

## Storia
L'IAF fu costituito il 28 gennaio 1993, durante l'incontro "Organisations that Accredit Quality System Registrars and Certification programs", tenuto a Houston, negli Stati Uniti, al quale parteciparono rappresentanze di Stati Uniti, Messico, Paesi Bassi, Regno Unito, Australia/Nuova Zelanda, Canada e Giappone.
Il 22 gennaio 1998 quattordici membri dell'IAF firmarono un accordo a Guangzhou, in Cina, attraverso il quale fu reso operativo lo IAF MLA (Multilateral Recognition Agreement) per i sistemi di gestione della qualità.
Gli obiettivi dell'IAF furono formalizzati nel novembre del 2000, attraverso il documento chiamato "IAF Charter".
Nell'ottobre 2004, durante l'incontro annuale dell'IAF a Città del Capo, in Sudafrica, i membri dell'IAF firmarono per rendere operativo lo IAF MLA per i sistemi di gestione ambientale.
Al 2019, gli organismi membri e i firmatari dell'IAF sono presenti in 90 diverse nazioni.

## Membri[4]
| Organismo di accreditamento                                                         | Area di competenza |
| ----------------------------------------------------------------------------------- | --- |
| General Directorate of Accreditation (DPA)                                          | Albania |
| Southern African Development Community Accreditation Service (SADCAS)               | Angola, Botswana, Democratic Republic of Congo, Eswatini, Lesotho, Madagascar, Malawi, Mozambique, Namibia, Seychelles, Tanzania, Zambia e Zimbabwe |
| Organismo Argentino de Acreditacion (OAA)                                           | Argentina |
| Joint Accreditation System of Australia and New Zealand (JAS-ANZ)                   | Australia e Nuova Zelanda |
| Akkreditierung Austria                                                              | Austria |
| Gulf Cooperation Council Accreditation Center (GAC)                                 | Consiglio di cooperazione del Golfo (GCC) |
| Belarusian State Centre for Accreditation (BSCA)                                    | Bielorussia |
| BELAC                                                                               | Belgio |
| General Coordination for Accreditation - Coordenação Geral de Acreditação (CGCRE)   | Brasile |
| Executive Agency - Bulgarian Accreditation Service (EA-BAS)                         | Bulgaria |
| Standards Council of Canada (SCC)                                                   | Canada |
| Instituto Nacional de Normalizacion (INN)                                           | Cile |
| China National Accreditation Service for Conformity Assessment (CNAS)               | Cina |
| Taiwan Accreditation Foundation (TAF)                                               | Taipei Cinese |
| Organismo Nacional de Acreditación de Colombia (ONAC)                               | Colombia |
| Costa Rican Accreditation Entity (ECA)                                              | Costa Rica |
| Czech Accreditation Institute (Český institut pro akreditaci, o.p.s.) (CAI)         | Repubblica Ceca |
| Danish Accreditation (DANAK)                                                        | Danimarca |
| Servicio de Acreditación Ecuatoriano (SAE)                                          | Ecuador |
| Ethiopia National Accreditation Office (ENAO)                                       | Etiopia |
| Egyptian Accreditation Council (EGAC)                                               | Egitto |
| The Finnish Accreditation Service (FINAS)                                           | Finlandia |
| Comite Francais d'Accreditation, (COFRAC)                                           | Francia |
| Deutsche Akkreditierungsstelle GmbH (DAkkS)                                         | Germania |
| Hellenic Accreditation System (ESYD)                                                | Grecia |
| Hong Kong Accreditation Service (HKAS)                                              | Hong Kong e Cina |
| National Accreditation Authority (NAH)                                              | Ungheria |
| National Accreditation Board for Certification Bodies (NABCB)                       | India |
| National Accreditiation Body of Indonesia (Komite Akreditasi Nasional) (KAN)        | Indonesia |
| National Accreditation Center of Iran (NACI)                                        | Iran |
| The Irish National Accreditation Board (INAB)                                       | Irlanda |
| ACCREDIA (Ente Italiano di Accreditamento)                                          | Italia |
| International Accreditation Japan (IAJapan)                                         | Giappone |
| Kenya Accreditation Service (KENAS)                                                 | Kenya |
| National Center of Accreditation                                                    | Kazakhstan |
| Lithuanian National Accreditation Bureau (LA)                                       | Lituania |
| Luxembourg Office of Accreditation (OLAS)                                           | Lussemburgo |
| Institute for Accreditation of the Republic of North Macedonia (IARNM)              | Repubblica della Macedonia del Nord |
| Korea Accreditation System (KAS)                                                    | Repubblica della Corea |
| Kosovo Accreditation Directorate (DAK)                                              | Kosovo |
| Standards Malaysia (DSM)                                                            | Malesia |
| Mauritias Accreditation Service (MAURITAS)                                          | Mauritius |
| Mexican Accreditation Entity, (Entidad Mexicana de Acreditacion) (EMA)              | Messico |
| National Accreditation Centre of the Republic of Moldova (MOLDAC)                   | Moldavia |
| Mongolian Agency for Standardization and Metrology, Accreditation Department (MNAS) | Mongolia |
| Moroccan Accreditation Service (SEMAC)                                              | Marocco |
| Dutch Accreditation Council (Raad Voor Accreditatie) (RvA)                          | Paesi Bassi |
| Norwegian Accreditation (NA)                                                        | Norvegia |
| Pakistan National Accreditation Council (PNAC)                                      | Pakistan |
| National Institute of Quality – Directorate of Accreditation (INACAL-DA)            | Perù |
| Philippine Accreditation Bureau (PAB)                                               | Filippine |
| Polish Centre for Accreditation (PCA)                                               | Polonia |
| Portuguese Institute for Accreditation (IPAC)                                       | Portogallo |
| Romanian Accreditation Association (Asociatia de Acreditare din Romania) (RENAR)    | Romania |
| Scientific Technical Centreon Industrial Safety (STC-IS)                            | Federazione russa |
| Accreditation Body of Serbia (ATS)                                                  | Serbia |
| Singapore Accreditation Council (SAC)                                               | Singapore |
| Slovak National Accreditation Service (Slovakia) (SNAS)                             | Slovacchia |
| Slovenska Akreditacija (SA)                                                         | Slovenia |
| South African National Accreditation System (SANAS)                                 | Sudafrica |
| Entidad Nacional de Acreditacion (ENAC)                                             | Spagna |
| Sri Lanka Accreditation Board for Conformity Assessment (SLAB)                      | Sri Lanka |
| Swedish Board for Accreditation and Conformity Assessment (SWEDAC)                  | Svezia |
| State Secretariat for Economic Affairs, Swiss Accreditation Service (SAS)           | Svizzera |
| National Standardization Council of Thailand (NSC)                                  | Tailandia |
| Tunisian Accreditation Council (Conseil National d'Accreditation, CNA) (TUNAC)      | Tunisia |
| Turkish Accreditation Agency (TURKAK)                                               | Turchia |
| National Accreditation Agency of Ukraine (NAAU)                                     | Ucraina |
| Emirates International Accreditation Center (EIAC)                                  | Emirati Arabi Uniti |
| United Kingdom Accreditation Service (UKAS)                                         | Regno Unito |
| American Association for Laboratory Accreditation (A2LA)                            | Stati Uniti |
| Organismo Uruguayo de Acreditacion (OUA)                                            | Uruguay |
| Bureau of Accreditation (BoA)                                                       | Vietnam |